# Franco Bernini
Franco Bernini (Viterbo, 5 de juny de 1954) és un guionista i director de cinema italià.

## Biografia
L'any 1978 es va llicenciar en Filosofia a la Universitat de Roma "La Sapienza".
Des de 1987 ha escrit els guions de nombroses pel·lícules, com ara Notte italiana, La lingua del santo i A cavallo della tigre de Carlo Mazzacurati, Il portaborse i La settimana della Sfinge de Daniele Luchetti, Sud de Gabriele Salvatores. Ell 1988 fou nominat als Premis del Cinema Europeu al millor guió per Domani accadrà de Daniele Lucchetti.
El 1997 va debutar com a director de cinema amb Le mani forte, protagonitzada per Claudio Amendola i Francesca Neri. Bernini està nominat al David di Donatello com a millor director debutant, i al Festival Internacional de Cinema de Brussel·les com a millor pel·lícula europea. La pel·lícula participa al Festival de Canes, a la secció Semaine de la Critique, i va guanyar la Grolla d'Oro al millor guió.
Ha dirigit diversos telefilms, com Braibanti, un caso senza precedenti, Sotto la luna, Cuore di donna i L'ultima frontiera.
També va dirigir el documental col·lectiu Firenze, il nostro domanii el mitmetratge Vivere amb Marco Paolini, esdeveniment especial al Festival de Cinema de Venècia 2001.
Va publicar, entre altres coses, el recull de contes Notti che valgono anni nel 1994, el conte Guerre di confine a la col·lecció Anticorpi del 1997 i la novel·la La prima volta el 2005. El gener de 2017 publica la novel·la "A Ciascuno i suoi santi".
Des del 2010 és professor de referència per als cursos de guió al Centro Sperimentale di Cinematografia di Roma.

## Filmografia parcial

### Director
Cinema
- Le mani forti (1997)
- Vivere - migmetratge (2001)
- Firenze, il nostro domani - documental (2003)

Televisió
- Braibanti, un caso senza precedenti (1996)
- Sotto la luna (1998)
- Cuore di donna (2002)
- L'ultima frontiera (2006)

### Guionista
Cinema
- Notte italiana, dirigida per Carlo Mazzacurati (1987)
- Domani accadrà, dirigida per Daniele Luchetti (1988)
- Il prete bello, dirigida per Carlo Mazzacurati (1989)
- La settimana della Sfinge, dirigida per Daniele Luchetti (1990)
- Il portaborse, dirigida per Daniele Luchetti (1991)
- Un'altra vita (1992)
- Condannato a nozze (1993)
- Sud, dirigida per Gabriele Salvatores (1993)
- Le mani forti, dirigida per ell mateix (1997)
- La lingua del santo, dirigida per Carlo Mazzacurati (2000)
- A cavallo della tigre, dirigida per Carlo Mazzacurati (2002)
- A casa nostra, dirigida per Francesca Comencini (2006)

Televisió
- La romana (1988)
- Missus (1993)
- Braibanti, un caso senza precedenti (1996)
- Sotto la luna (1998)
- Cuore di donna (2002)
- L'ultima frontiera (2002)
- Adriano Olivetti - La forza di un sogno (2013)
- Aldo Moro - Il professore - telefilm (2018)
- Enrico Piaggio - Un sogno italiano, dirigida per Umberto Marino - telefilm (2019)
- Io ricordo, Piazza Fontana, dirigida per Francesco Miccichè – docufilm (2019)
- La lunga notte - La caduta del Duce, dirigida per Giacomo Campiotti – sèrie TV (2024)